# Zamilovaný ďábel
Zamilovaný ďábel (1772, Le Diable amoureux) je fantastický román, který napsal francouzský spisovatel Jacques Cazotte. Tímto románem (a také svými povídkami) autor výrazně podnítil rozmach francouzské fantastické literatury v období romantismu (navázal na něj zejména Charles Nodier). Cílem románu je popření osvícenských racionálních teorií a vyvrcholil jím autorův zájem o alegorické, esoterické a psychologické významy a možnosti fantastična v literatuře. V románu autor rozvinul s využitím tehdy módní démonologie a na základě struktur libertinského románu literární hru se skutečností a iluzí, s magií a snem. Vyprávění je nabité kouzlem poezie a je záměrně drženo na hraně skutečnosti a snové vize. Fantastické události narušují realitu a čtenář neví, zda se tyto události skutečně staly nebo zda jsou produktem představivosti jednající postavy.

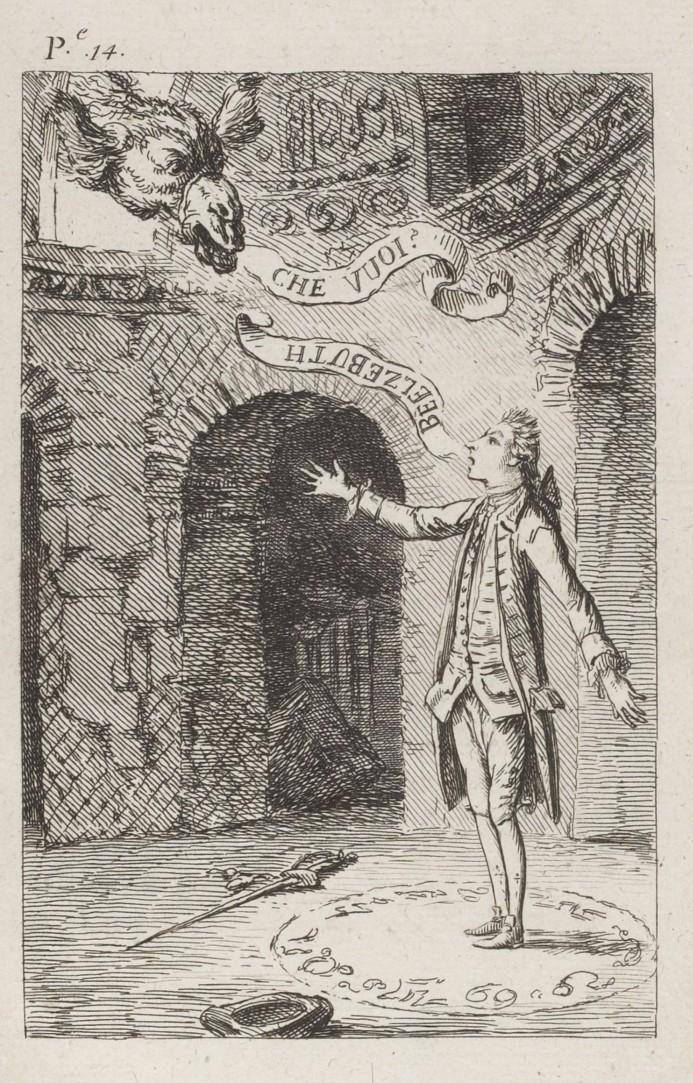
Ilustrace k prvnímu vydání připisovaná Jeanovi-Michelovi Moreauovi

.

## Obsah románu
Hlavním hrdinou románu je mladý španělský šlechtic Álvaro, který se na popud přátel pokusí vyvolat ďábla. Ten se mu zjeví nejprve jako velbloud, pak jako pes a nakonec v podobě dívky Biondetty, která je Álvarovi bezmezně oddána a přesvědčuje jej o své lásce. Svádí jej, vede s ním hovory o peklu, zemi a nebi a snaží se ho přesvědčit o svých nevinných úmyslech. Álvaro, ačkoliv zná podstatu tohoto stvoření, její lásku i zdůvodnění jejích citů nakonec přijímá a je dokonce odhodlán pojmout jí za svou choť. Jen shoda zvláštních náhod a událostí jej od tohoto úmyslu odradí a on tak nepropadne zhoubě.

## Adaptace

### Hudba
- Le Diable amoureux (1840, Zamilovaný ďábel), balet o třech dějstvích vytvořený pro Balet Národní opery v Paříži (Ballet de l'Opéra national de Paris), libreto Jules-Henri Vernoy de Saint-Georges, hudba Napoléon Henri Reber a François Benoist, choreografie Joseph Mazilier. Roku 1848 byl balet choreografem Mariem Petipou přepracován a pod názvem Satanella uveden v Petrohradě.
- Satanella, or The Power of Love (1858, Satanella aneb síla lásky), romantická opera o čtyřech dějstvích od anglického skladatele Michaela Willama Balfeho.
- Le Diable amoureux (1929, Zamilovaný ďábel), komická opera od francouzského skladatele Alexise Rolanda-Manuela.
- Влюблённый дьявол (1975-1989, Zamilovaný ďábel), opera od ruského skladatele Alexandra Vustina.

### Film
- Der verliebte Teufel (1971, Zamilovaný ďábel), západoněmecký televizní film, režie Rainer Wolffhardt.
- Le diable amoureux (1991, Zamilovaný ďábel), francouzský televizní film, režie José Montes-Baquer.

## Česká vydání
- Zamilovaný ďábel, Kamilla Neumannová, Praha 1911, přeložil Karel Adam.
- Zamilovaný ďábel, Antonín Čížek, Praha 1930, přeložil K. Vičar.
- Zamilovaný ďábel, Mladá fronta, Praha 2001, přeložil Petr Turek.